# بابنبورغ
بابنبورغ (بالألمانية: Papenburg) هي بلدة ألمانية تقع في ألمانيا في سكسونيا السفلى. يقدر عدد سكانها بـ 34,890 نسمة .